# Soufrière (Guadeloupe)
Soufrière (celý název La Grande Soufrière) je aktivní sopka (stratovulkán) na jižním cípu západní části ostrova Basse-Terre (Guadeloupe). Vrchol má nadmořskou výšku 1467 m a je to zároveň nejvyšší vrchol Malých Antil. Stáří sopky se odhaduje na 200 000 let. Přibližně před 100 000 let se v důsledku plinijské erupce vytvořila kaldera a v ní později vznikl nový kráter. Po dvou kolapsech kaldery (před 11 500 a 3 100 roky) dostala sopka současný tvar.

## Erupce
Soufrière je poměrně málo aktivní sopka, na rozdíl od nedaleké sopky Soufrière Hills na Montserratu. První historicky zaznamenané erupce nastaly roku 1690; od té doby vybuchla asi sedmkrát. Poslední erupce roku 1976 si vyžádala evakuaci obyvatel města Basse-Terre. O této erupci natočil německý režisér Werner Herzog dokumentární film La Soufrière.